# Aplidium peruvianum
Aplidium peruvianum is een zakpijpensoort uit de familie van de Polyclinidae. De wetenschappelijke naam van de soort is voor het eerst geldig gepubliceerd in 2004 door Sanamyan & Schories.